# Mintata Mint Hedeid
Mintata Mint Hedeid é uma política mauritana. Ela foi Secretária de Estado para Assuntos da Mulher da Mauritânia de 2000 a 2003. Ela foi detida durante a tentativa fracassada de golpe militar em julho de 2003, juntamente com outros políticos mauritanos, como o chefe da Suprema Corte, Mahfoud Ould Lemrabott.